# Парагуна (Юта)
Парагуна (англ. Paragonah) — місто (англ. town) в США, в окрузі Айрон штату Юта. Населення — 536 осіб (2020).

## Географія
Парагуна розташована за координатами 37°53′9″ пн. ш. 112°46′15″ зх. д. / 37.88583° пн. ш. 112.77083° зх. д. (37.885723, -112.770834).  За даними Бюро перепису населення США в 2010 році місто мало площу 1,66 км², уся площа — суходіл. В 2017 році площа становила 1,75 км², уся площа — суходіл.

## Демографія
Згідно з переписом 2010 року, у місті мешкало 488 осіб у 180 домогосподарствах у складі 139 родин. Густота населення становила 294 особи/км².  Було 227 помешкань (137/км²).
Расовий склад населення:
| - 96,5 % — білих - 0,2 % — корінних американців - 0,2 % — азіатів - 1,4 % — осіб інших рас |

До двох чи більше рас належало 1,6 %. Частка іспаномовних становила 2,9 % від усіх жителів.
За віковим діапазоном населення розподілялося таким чином: 25,0 % — особи молодші 18 років, 58,0 % — особи у віці 18—64 років, 17,0 % — особи у віці 65 років та старші. Медіана віку мешканця становила 42,9 року. На 100 осіб жіночої статі у місті припадало 105,9 чоловіків;  на 100 жінок у віці від 18 років та старших — 105,6 чоловіків також старших 18 років.
Середній дохід на одне домашнє господарство  становив 55 550 доларів США (медіана — 50 156), а середній дохід на одну сім'ю — 67 205 доларів (медіана — 62 500). За межею бідності перебувало 14,0 % осіб, у тому числі 3,3 % дітей у віці до 18 років та 8,7 % осіб у віці 65 років та старших.
Цивільне працевлаштоване населення становило 211 осіб. Основні галузі зайнятості: освіта, охорона здоров'я та соціальна допомога — 25,6 %, транспорт — 14,7 %, будівництво — 10,9 %, роздрібна торгівля — 9,0 %.